# Hoplosternum
Hoplosternum is een geslacht van straalvinnige vissen uit de familie van de pantsermeervallen (Callichthyidae).

## Soorten
- Hoplosternum littorale (Hancock, 1828)
- Hoplosternum magdalenae Eigenmann, 1913
- Hoplosternum punctatum Meek & Hildebrand, 1916